# Ratusz w Brodnicy

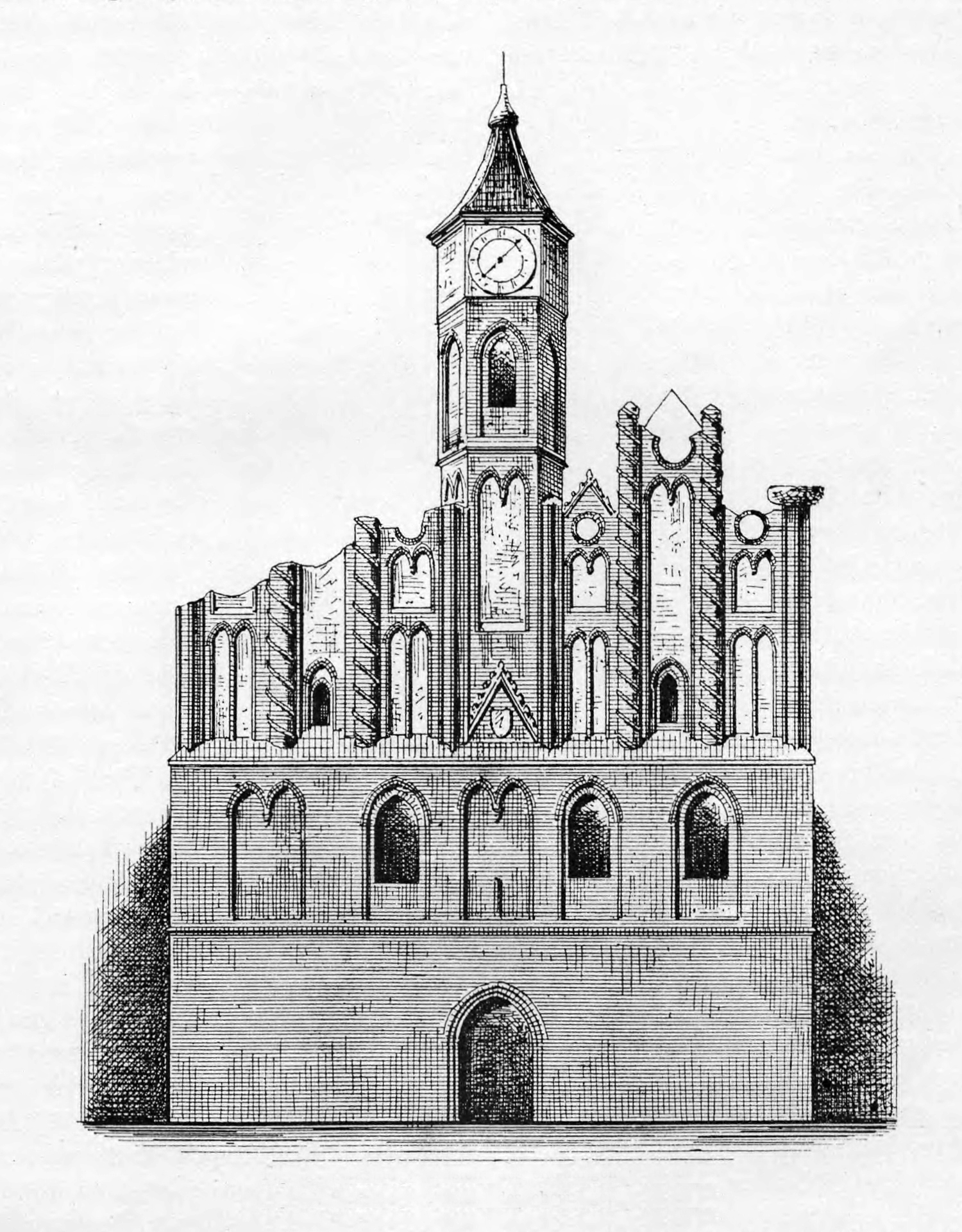
Ratusz w 1891 r.

Ratusz w Brodnicy – brodnicki ratusz został wybudowany w końcu XIV wieku. W 1631 został zniszczony wskutek pożaru i ostatecznie rozebrano go w 1868 roku. Do dziś zachowała się ośmioboczna wieża i fragment ściany szczytowej.

## Historia
Ratusz w Brodnicy wzniesiono w końcu XIV wieku. W okresie 1598–1646 budynek służył m.in. jako siedziba zboru ewangelickiego. W roku 1631 w czasie wielkiego pożaru miasta ratusz został częściowo spalony, a następnie sprzedano go. Po częściowym odbudowaniu pełnił funkcje mieszkalne, a następnie w roku 1868 został rozebrany, oprócz wieży i części szczytu.

Decyzją wojewódzkiego konserwatora zabytków z dnia 27 lutego 1931 roku ratusz został wpisany do rejestru zabytków.

## Architektura
Pozostałości gotyckiego ratusza usytuowane są w bloku zabudowy śródrynkowej. Nad całością wznosi się ośmioboczna wieża, na jej najwyższej kondygnacji widnieje tarcza zegarowa. Wieża nakryta jest ośmiopołaciowym dachem namiotowym z czerwonej dachówki, zwieńczonym sterczyną. Wewnątrz wieży są zawieszone dwa dzwony: jeden pochodzi z 1553 roku, a drugi z 1554. Poniżej wieży zachowały się fragmenty gotyckiego szczytu podzielonego lizenami, ozdobionego blendami i wimpergami.

Otoczona jest budynkami mieszkalno-usługowymi, położona w północnej pierzei trójkątnego rynku budowla nie jest udostępniona do zwiedzania.